# Список эпизодов мультсериала «Кунг-фу панда: Удивительные легенды»
Кунг-фу панда: Удивительные легенды (англ. Kung Fu Panda: Legends of Awesomeness) — американский анимационный мультсериал, основанный на фильмах «Кунг-фу панда». Сериал первоначально должен был выйти на канале «Nickelodeon» в 2010 году, но потом был перенесён к 2011 году. Сериал состоит из 80 эпизодов.

## Обзор
| Сезон | Серии | Серии | Даты показа      | Даты показа     | Даты показа |
| Сезон | Серии | Серии | Первая серия     | Последняя серия | Канал       |
| ----- | ----- | ----- | ---------------- | --------------- | ----------- |
| 1     | 26    | 26    | 19 сентября 2011 | 5 апреля 2012   | Nickelodeon |
| 2     | 26    | 26    | 6 апреля 2012    | 21 июня 2013    | Nickelodeon |
| 3     | 28    | 18    | 24 июня 2013     | 22 июня 2014    | Nickelodeon |
| 3     | 28    | 10    | 15 февраля 2016  | 29 июня 2016    | Nicktoons   |

## Эпизоды

### Первый сезон (2011—2012)
| Серия № | Название                          | Оригинальное название      | Режиссёр                     | Сценарист              |
| 1 | Жало Скорпиона                    | Scorpion’s Sting           | Jim Schumann                 | Doug Langdale          |
| --- | --------------------------------- | -------------------------- | ---------------------------- | ---------------------- |
| Тигрица заболела; что делать? По и Обезьяна отправляются за лечебным цветком, не дослушав Шифу, который говорил, что цветок охраняет Скорпионша — в прошлом целительница, сошедшая с ума под действием собственного яда. Враги: Скорпион. |                                   |                            |                              |                        |
| 2 | Липкое дело                       | Sticky Situation           | Gabe Swarr                   | Scott Kreamer          |
| По липкими пирожками ломает Зал Тренировок и идёт за помощью к бывшему другу, а ныне врагу Шифу, Таотаю. Кабан хочет отомстить Шифу, построив дьявольскую машину, с которой не может сравняться даже Неистовая Пятёрка. К счастью, По разрушает машину всё теми же пирожками. Враги: Таотай, Бьянг Зао. |                                   |                            |                              |                        |
| 3 | Принцесса и По                    | The Princess and the Po    | Jim Schumann                 | Doug Landgale          |
| По, Тигрица и Богомол должны защищать капризную и вредную принцессу. Враги: Темутай и его солдаты, Фунг и крокобандиты. |                                   |                            |                              |                        |
| 4 | Цепная реакция                    | Chain Reaction             | Michael Mullen               | Kevin Seccia           |
| По и Тигрица тащат памятную колонну Угвэя с рубином, но на них нападают крокобандиты… Враги: Фунг и крокобандиты. |                                   |                            |                              |                        |
| 5 | Мозгобой дрожащего пальца         | Fluttering Finger Mindslip | Jim Schumann                 | Jessica Gao лд         |
| По, прочитав свиток, где написано о технике мозгобоя дрожащего пальца, увлекается стиранием памяти Неистовой Пятёрке, и дело доходит до того, что они забывают абсолютно всё. Даже то, как они должны выглядеть и как их зовут. Панда должен вернуть друзьям память, пока они не забыли, как дышать. Враги: Таотай, Бьянг Зао.                                                                                          |                                   |                            |                              |                        |
| 6 | Хороший крокодил, плохой крокодил | Good Croc, Bad Croc        | Michael Mullen               | Scott Kreamer          |
| По доверился главарю крокобандитов и решил помочь ему... Враги: Фунг и крокобандиты, Джанг Санг Джай Кай Чао. |                                   |                            |                              |                        |
| 7 | Герой родного города              | Hometown Hero              | Michael Mullen               | Doug Langdale          |
| Богомол отправляется в родной город, но за ним следует По, и он не желает, чтобы панда с ним пошёл, потому что солгал всему городу, что является Воином Дракона. Враги: Досу и его помощник Сэй Со. |                                   |                            |                              |                        |
| 8 | Панда за решёткой                 | Jailhouse Panda            | Juan Meza-Leon               | Doug Langdale          |
| По решил доказать Шифу, что он не легкомысленный, и отправляется в тюрьму с важным заданием… Враги: Тонг Фо, Фунг и крокобандиты. |                                   |                            |                              |                        |
| 9 | Возвращение совы                  | Owl Be back                | Juan Meza-Leon               | Kevin Seccia           |
| По уходит из Нефритового дворца, услышав, что он там самый сильный, и поэтому якобы станет злодеем. Оказывается, причина в том, что сова Фэнхуан, первый мастер Китая, сильнейшая из учеников Угвэя, сделалась отступницей и бросила вызов учителю, желая завладеть Дворцом. И теперь все боятся, как бы с пандой не случилось подобное. Враги: Фэнхуан, Темутай и его солдаты.                                         |                                   |                            |                              |                        |
| 10 | Плохой По                         | Bad Po                     | Jim Schumann                 | Scott Kreamer          |
| По из любопытства смотрит на волшебное зеркало Инь-Ян и разделяется на хорошую и плохую сторону… Враги: Фунг и крокобандиты, Злой По. |                                   |                            |                              |                        |
| 11 | Загляденье                        | Sight for Sore Eyes        | Michael Mullen               | Scott Kreamer          |
| В Нефритовый Дворец приезжают ревизоры, мастера Чао и Джунджи — бывшие соученики Шифу. По наущению лиса По смотрит на их тройной спарринг и нарочно ослепляется одним опасным приёмом. Из-за этого проваливается выступление Неистовой Пятёрки. Простодушный Чао, посчитав это виной Шифу, отстранил своего товарища от его поста и заменил на интригана Джунджи, который оказался злодеем… Враги: Джунджи и его барсы. |                                   |                            |                              |                        |
| 12 | Месть носорога                    | Rhino’s Revenge            | Juan Meza-Leon               | Kevin Seccia           |
| Возле лапшичной Пинга появляется носорог, который хочет отомстить Воину Дракона. Враги: Хундун. |                                   |                            |                              |                        |
| 13 | Мастер Пинг                       | Master Ping                | Luther McLaurin Jim Schumann | Jon Ross               |
| После битвы По с кабанами лапшичная его отца разрушена. Господин Пинг после этого переселяется в Нефритовый Дворец и делает из него ресторан, но кабаны, думая, что он Шифу, решают его украсть. Враги: Бао, Лао, Цао. |                                   |                            |                              |                        |
| 14 | Призрак Угвэя                     | Ghost of Oogway            | Luther McLaurin              | Joshua Hamilton        |
| По увидел призрак мастера Угвэя, который говорит, что панда должен «расслабиться». Враги: Джунджи и его «пятёрка». |                                   |                            |                              |                        |
| 15 | Кунг-фу малыш                     | The Kung Fu Kid            | Juan Meza-Leon               | Joshua Hamilton        |
| В Долине праздник Мира, и когда происходит отбор на лучшего мастера кунг-фу среди детей, выделяется некий юнец Пенг, который полностью затмевает По… Враги: Темутай и его солдаты. |                                   |                            |                              |                        |
| 16 | Повелительницы теней              | Ladies of the Shade        | Juan Meza-Leon               | Kevin Seccia           |
| По смотрел шоу Повелительниц теней, предводительница которых планирует ограбить Нефритовый Дворец… Враги: Сью и «Повелительницы теней». |                                   |                            |                              |                        |
| 17 | Братишка По                       | Big bro Po                 | Michael Mullen               | Doug Landgale Jon Ross |
| Таотай попадает в тюрьму после попытки напасть на Нефритовый Дворец. Бьянг Зао остаётся на воле. Позже он помогает отцу выйти из тюрьмы, но также становится другом По. Юный кабан не знает, кому помочь. Враги: Таотай, Бьянг Зао. |                                   |                            |                              |                        |
| 18 | Фанаты По                         | Po Fans Out                | Lane Lueras                  | Doug Landgale          |
| По заходит в собственный фан-клуб, но его члены разочаровываются в кумире. Панда пытается доказать своим фанатам, что достоин быть Воином Дракона. Враги: Монгольский кулачный демон. |                                   |                            |                              |                        |
| 19 | День поединка                     | Challenge Day              | Michael Mullen               | Paul Rugg              |
| По расслабляется на своём знаменитом посту, и Шифу решает его наказать. Он говорит, что тот, кто победит панду в «День поединка» до захода солнца, станет новым Воином Дракона. Враги: Хундун, жители Долины Мира. |                                   |                            |                              |                        |
| 20 | Мой любимый Яо                    | My Favorite Yao            | Lane Lueras Luther McLaurin  | Kevin Seccia           |
| Шифу был страшно рад тому, что знаменитый ментальный кунг-фу мастер Яо (его кумир) остановится в Нефритовом Дворце. Но сам же он открывает ящик Всеведа, и тот сбегает. По решает помочь мастеру, радуясь тому, что «идеал» прокололся. Оба пытаются спасти Яо от Темутая, но скрывают это от Неистовой Пятёрки. Враги: Темутай и его солдаты.                                                                          |                                   |                            |                              |                        |
| 21 | Старики-помощники                 | In With the Old            | Michael Mullen               | Doug Landgale          |
| Господин Пинг зовёт сына сыграть в маджонг с ним и двумя его приятелями-стариками, но По этого совсем не хочет. Враги: Темутай и его солдаты. |                                   |                            |                              |                        |
| 22 | Герой из прошлого                 | Has-been Hero              | Juan Meza-Leon               | Scott Kreamer          |
| По узнаёт о представлении своего героя, которого видел, когда был маленьким. Он попадает туда вместе с Журавлём (влюбившимся в свинью), и его попросили поддаться на поединке перед фанатами, но бывший кумир панды не так уж слаб, как выглядит… Враги: Квон. |                                   |                            |                              |                        |
| 23 | Жало любви                        | Love Stings                | Michael Mullen               | Joshua Hamilton        |
| По решает найти своему отцу подругу, но, как оказалось, она уже была. К несчастью для панды, ею оказалась безумная Скорпионша! Враги: Скорпион. |                                   |                            |                              |                        |
| 24 | Трофей героя                      | Hall of Lame               | Michael Mullen               | Kevin Seccia           |
| По забыл про трофей, о котором говорил Шифу. Во время поисков он встретился с ребёнком, который хочет спасти свою куклу… Враги: Джанг Санг Джай Кай Чао. |                                   |                            |                              |                        |
| 25 | Папа-проходимец                   | Father Crime               | Lane Lueras                  | Gene Grillo            |
| По и Тигрица приводят в Нефритовый Дворец Широнга, отца Шифу, с которым тот хотел бы никогда больше не встречаться… Враги: Тонг Фо, Фунг и крокобандиты. |                                   |                            |                              |                        |
| 26 | Всё дело в Обезьяне               | Monkey in the Middle       | Gabe Swarr                   | Kevin Seccia           |
| Волна ограблений охватила Долину Мира. По вызвался расследовать это и обнаруживает, что преступником может быть Обезьяна. Но грабителем оказался Ву Конг — его старший брат. Враги: Ву Конг. |                                   |                            |                              |                        |

### Второй сезон (2012—2013)
| Серия № | Название                                 | Оригинальное название          | Режиссёр                        | Сценарист                    |
| 1 | Кунг-фу нянька                           | Kung Fu Day Care               | Juan Meza-Leon                  | Doug Landgale                |
| --- | ---------------------------------------- | ------------------------------ | ------------------------------- | ---------------------------- |
| Тигрица и По спасают из рук крокобандитов маленького принца Зана. Ему понравилась Тигрица, и Шифу оставил их в Нефритовом дворце (он узнал, что напали на мельницу). Тем временем к крокобандитам присоединился исполин Лидонг. Они рассчитали, что если Неистовая Пятёрка и По отправятся на спасение, то крокодилы смогут украсть принца. Всё так и вышло. Мощный Лидонг схватил Зана и хотел уходить, но Тигрица, заранее показав тому один прием кунг-фу, спасла его жизнь. Зан вернулся домой, а воспитанница Шифу стала более чувствительной. Враги: Фунг, Крокобандиты, Лидонг. |                                          |                                |                                 |                              |
| 2 | Королевская боль                         | Royal Pain                     | Lane Lueras                     | Gene Grillo                  |
| По поручается обучить императорского внука Лю Канга приёмам кунг-фу. После нескольких попыток Лю оказывается безнадёжен. Но панда всё равно не отступает и клянётся императорским троном, что научит его. Эта клятва подвергает его, Шифу и Неистовую Пятёрку смертельной опасности. Враги: Менг Тао, Хундун. |                                          |                                |                                 |                              |
| 3 | По опаснее всех                          | The Most Dangerous Po          | Michael Mullen                  | Gene Grillo                  |
| По отправляется к генералу Цину, известному герою и своему кумиру, но увидев, что тот делает со злодеями, узнаёт, что за это время Цин сошёл с ума и перестал быть героем… Враги: Генерал Цин, Темутай, Хундун, Скорпион, Фунг, Га-Ри, Таотай, Бао буйволы Темутая |                                          |                                |                                 |                              |
| 4 | Дожить до рассвета                       | The Po Who Cried Ghost         | Lane Lueras                     | Gene Grillo                  |
| По рассказывал о злобных призраках Чан-ши, но его страшилка никого из пятёрки не напугала. Шифу говорит, что кто-то сообщил о Чан-ши, и панда встречает могильщика, в доме которого приходится остаться из-за дождя. Ночью он видит скачущий призрак, однако ему никто не верит… а зря! Враги: Могильщик кладбища долины мира. Примечание: Этот эпизод сделан специально для Хэллоуина. |                                          |                                |                                 |                              |
| 5 | Кунг-туфли                               | Kung Shoes                     | Lane Lueras                     | Doug Langdale                |
| Шифу рассказывает По о том, что можно стать Небесным Фениксом (высший уровень кунг-фу), и тогда тренировки его закончатся, но для этого надо пройти испытание Трёх Игл. Не желая напрягаться слишком усердно, он выясняет, что усилить умения можно с помощью старинной артефактной обуви. Враги: Волшебные ботинки. |                                          |                                |                                 |                              |
| 6 | Близкие враги                            | Bosom Enemies                  | Lane Lueras                     | Gene Grillo                  |
| Таотай пытается убить По с помощью своего очередного гениального изобретения. Враги: Таотай, Бьянг Зао. |                                          |                                |                                 |                              |
| 7—8 | Выход дракона                            | Enter the Dragon               | Aaron Hammersley Michael Mullen | Scott Kreamer Peter Hastings |
| Персиковое дерево, которое защищало Долину Мира от демона, постепенно погибает. Демон возвращается в Долину, чтобы освободить своих сородичей. Ему на пути встречается По, который начал страдать «звёздной болезнью». Враги: Ке-Па и демоны ада, Фунг и крокобандиты. Примечание: 45-минутный эпизод. |                                          |                                |                                 |                              |
| 9 | Возвращение Шифу                         | Shifu's Back!                  | Michael Mullen                  | Paul Rugg                    |
| Во время тренировки По случайно падает с высоты на мастера Шифу и умудряется повредить ему поясницу. Как раз в это время должен был приехать ревизор от императора с целью проверки Нефритового Дворца на получение разрешения практики и использования кунг-фу. Бедняге По приходится выкручиваться из этой неудобной ситуации. Враги: Бао, Лао, Цао. |                                          |                                |                                 |                              |
| 10 | Племянник Тай Лунга                      | Master and the Panda           | Michael Mullen                  | Gene Grillo                  |
| Пенг возвращается в деревню. Самое страшное, что он племянник Тай Лунга; мало того, Пенг всё-таки узнал о том, что его дядю убил По. Враги: Темутай, Тай Лунг (По). |                                          |                                |                                 |                              |
| 11 | Настоящее время                          | Present Tense                  | Michael Mullen                  | Doug Langdale                |
| Жители Долины Мира отмечают праздник зимы. По думает, какой выбрать подарок для своего отца, чтобы он был не хуже, чем подарок ему. Он отправляется на рынок, и находит там отличный экземпляр, но тот стоит 500 юаней, которых у панды нет. Для того, чтобы их получить, он отправляется на задание по поимке беглого преступника. Примечание: Этот эпизод сделан специально для Рождества. |                                          |                                |                                 |                              |
| 12 | Терракота                                | Terror Cotta                   | Michael Mullen                  | Doug Langdale                |
| Фунг находит старинный свиток с инструкцией по изготовлению терракотовых воинов из глины и их оживления. По и крокодилы должны остановить эту чудовищную армию. Враги: Фунг и крокобандиты, отец Фунга, терракотовые воины. |                                          |                                |                                 |                              |
| 13 | Духовные сферы учителя Диня              | The Spirit Orbs of Master Ding | Lane Lueras                     | Tom Sheppard                 |
| Тигрица случайно освобождает магические сферы, принадлежавшие мастеру-отступнику Диню. Они стремятся вернуться к хозяину, чтобы он смог отомстить за то, что его посадили в тюрьму. Тигрица и По отправляются в его тюрьму, чтобы предотвратить месть покойного Диня. Враги: Призрак мастера Диня. |                                          |                                |                                 |                              |
| 14 | Мальтийский богомол                      | The Maltese Mantis             | Michael Mullen                  | Paul Rugg                    |
| По и Богомол посещают старинный фестиваль фигурок — Фест, где панда, играя в фигурки с очередным фанатом, случайно парализует своего приятеля. Враги: Таотай, Бьянг Зао. |                                          |                                |                                 |                              |
| 15 | Только по приглашению                    | Inviation Only                 | Michael Mullen                  | Paul Rugg                    |
| Шифу пытается научить По надлежащему этикету, чтобы он не был исключён из вечеринки из-за своих ужасных манер за столом. Враги: Темутай и его буйволы. |                                          |                                |                                 |                              |
| 16 | Полуночный странник                      | The Midnight Stranger          | Juan Meza-Leon                  | Doug Langdale                |
| Констебль деревни запрещает мастерам Нефритового Дворца практиковать кунг-фу. Это приводит к резкому повышению грабежей. Однако По находит способ борьбы с преступностью, воспользовавшись легендой о некоем Полуночном Страннике, который в своё время всеми силами боролся с грабителями. Враги: Свиньи-бандиты, Лидонг. |                                          |                                |                                 |                              |
| 17 | Догнать посыльного                       | Shoot the Messenger            | Lane Lueras                     | Kevin Campbell               |
| По и Тигрица должны остановить посланника до доставки свитка, ведь то, что в нём написано, может привести к многолетней войне в Китае. Враги: Мастер Квенг. |                                          |                                |                                 |                              |
| 18 | Промах Тигрицы                           | A Tigress Tale                 | Juan Meza-Leon Gabe Swarr       | Paul Rugg                    |
| Когда мастер Муган из Гранатового дворца решает, что ей нужен новый кунг-фу мастер, Тигрица добровольно соглашается, но узнав, что случилось с её предшественником, надеется на По, чтобы тот помог ей сбежать. Враги: Мастер Муган. |                                          |                                |                                 |                              |
| 19 | Одинокий Журавль                         | Crane on a Wire                | Lane Lueras                     | Gene Grillo                  |
| По пытается вернуть уверенность Журавлю после унизительного выступления на благотворительном аукционе. Враги: Фэнхуан. |                                          |                                |                                 |                              |
| 20 | Тайный музей кунг-фу                     | The Secret Museum of Kung fu   | Michael Mullen                  | Doug Langdale                |
| По и Неистовая Пятёрка постоянно ссорятся, поэтому Шифу планирует сплотить их с помощью тимбилдинга. Но во время рассказа о тайном музее кунг-фу «мальчики Лингвея» всё подслушивают и узнают, что у Старшого имеется ключ этого хранилища. Выкрав его, они смогут завладеть магическим артефактом. Бандиты отправляются вслед за незадачливыми путешественниками… Враги: Волки Лингвея. |                                          |                                |                                 |                              |
| 21 | Невеста По                               | Bride of Po                    | Michael Mullen                  | Tom Sheppard                 |
| По спасает от бандитов молодую козу Лу Ши, которая, оказывается, должна выйти замуж за Воина Дракона. Враги: Джунджи, его барсы. Примечание: Этот эпизод сделан специально для дня святого Валентина. |                                          |                                |                                 |                              |
| 22 | Пять — в самый раз                       | Five is Enough                 | Aaron Hammersley                | Gene Grillo                  |
| Из-за инцидента перед турниром Вымпела Солнца Шифу убежден в том, что мастер Чао собирается сместить его с поста Старшого мастера Нефритового Дворца. Тем временем Пай Мэй возвращается, чтобы уничтожить его, и убивает всех, кто встанет у него на пути. Враги: Пай Мэй. |                                          |                                |                                 |                              |
| 23 | Мама не разрешает мне заниматься кунг-фу | Mama Told Me Not to Kung Fu    | Lane Lueras                     | Doug Langdale                |
| Долину Мира посещает мать Журавля, Ян Фан. Тот рассказывает По, что она ненавидит кунг-фу, и поэтому он обещал никогда этим не заниматься. Из Долины он писал маме, что управляет гостиницей, но вот она решила навестить сына. Журавль просит друзей помочь ему сохранить тайну. В это время «мальчики Лингвея» пытаются похитить короны-невидимки, которые раньше принадлежали им. Враги: Хэй Ланг, волки Лингвея. |                                          |                                |                                 |                              |
| 24 | Тайный обожатель                         | Secret Admirer                 | Gabe Swarr                      | Katie Mattila                |
| Обезьяна влюбляется в спасённую от бандитов девушку, которая является дочерью важного префекта. Перед этим он постоянно разыгрывал По. Лучше бы ему этого не делать… Враги: Бао, Лао, Цао. |                                          |                                |                                 |                              |
| 25 | Чилин                                    | Qilin Time                     | Juan Meza-Leon                  | Paul Rugg                    |
| Господин Пинг пытается доказать существование Чилина и для этого заставляет По пойти вместе с ним в лес Суансу. Враги: Генерал Цин. |                                          |                                |                                 |                              |
| 26 | Гигант                                   | Huge                           | Aaron Hammersley                | Gene Grillo                  |
| Богомолу надоело терпеть поражения из-за своего маленького размера, поэтому он идёт на чёрный рынок и покупает зелье роста. Враги: Фунг и крокобандиты, Лидонг. |                                          |                                |                                 |                              |

### Третий сезон (2013—2016)
| Серия № | Название                | Оригинальное название           | Режиссёр                        | Сценарист                 |
| 1 | Бывшая подружка Шифу    | Shifu's Ex                      | Aaron Hammersley                | Gene Grillo               |
| --- | ----------------------- | ------------------------------- | ------------------------------- | ------------------------- |
| Когда бывшая возлюбленная Шифу, благообразная лиса Мэй Линг, возвращается в дворец, По пытается помирить их. Враги: Мэй Линг. |                         |                                 |                                 |                           |
| 2 | Лапшичные войны         | War of the Noodles              | Lane Lueras                     | Doug Langdale             |
| Хундун открывает свою собственную лапшичную, создавая жесточайшую конкуренцию между собой и ревнивым господином Пингом. Враги: Хундун и его официанты. |                         |                                 |                                 |                           |
| 3 | Разрыв                  | The Break Up                    | Lane Lueras                     | Katie Mattila             |
| Га-Ри выходит из банды Фунга и находит новую работу в лапшичной Пинга, тем самым заставляя По страшно ревновать. Вместе с главарём крокодилов он пытается разорвать их отношения. Враги: Фунг, Га-Ри и другие крокобандиты. |                         |                                 |                                 |                           |
| 4 | Сила мысли              | Mind Over Manners               | Aaron Hammersley                | Kevin Hampbell            |
| Мощный кристалл даёт По способность читать чужие мысли после удара молнией, но эта сила «перегружает» мозг панды и раздражает тех, чьи мысли он прочитал. Враги: Тонг Фо. |                         |                                 |                                 |                           |
| 5 | Один простой вопрос     | A Thousand and Twenty Questions | Lane Lueras                     | Brandon Sawyer            |
| Мастер Яо возвращается и предлагает поделиться своими знаниями с теми, кто покажет ему новые для него вещи, но это становится опасным, когда Таотай спрашивает, как исправить его последнее супер-оружие. Враги: Таотай и Бьянг Зао. |                         |                                 |                                 |                           |
| 6 | Путь креветки           | The Way of the Prawn            | Michael Mullen                  | Gene Grillo               |
| Когда моллюск-злодей из Японии наносит унизительное поражение По, креветка-самурай прибывает на помощь, чтобы помочь бороться с ним, но подружиться с иностранцем не так уж просто… Враги: Кира (устрица). |                         |                                 |                                 |                           |
| 7 | Рот на замок            | Mouth Off                       | Aaron Hammersley                | Doug Landgale             |
| Шифу предлагает По принять обет молчания, чтобы сосредоточиться, но вскоре он вызовет больше проблем, будучи молчаливым, а не болтливым. Враги: Темутай и его сыновья — Чулунь и Батаар. |                         |                                 |                                 |                           |
| 8 | Зуб змея                | Serpent's Tooth                 | Lane Lueras                     | Gene Grillo               |
| Действия кобры-предателя по имени Фу Ши вызывают у жителей негативное отношение к змеям, заставляя Гадюку задуматься о присоединении к нему. Враги: Фу Ши. |                         |                                 |                                 |                           |
| 9 | Крёстный гусь           | The Goosefather                 | Michael Mullen                  | Katie Mattila             |
| Местные бандиты полюбили суп господина Пинга настолько, что лапшичная становится притоном для злодеев, а он сам — их криминальным боссом. Враги: Тонг Фо и его гориллы, бандиты. |                         |                                 |                                 |                           |
| 10 | По - дырявый карман     | Po Picks a Pocket               | Lane Lueras                     | Gene Grillo               |
| По подружился с сиротами, которые воровали еду, деньги и вещи у жителей Долины Мира. Враги: Панголин Санзу. |                         |                                 |                                 |                           |
| 11 | Крокомастера кунг-фу    | Croc You Like a Hurricane       | Aaron Hammersley                | Doug Langdale             |
| Шифу устаёт от постоянных жалоб По и временно ставит его во главе обучения Неистовой Пятёрки. Дела идут от плохого к худшему, когда крокобандиты получают уроки от загадочного мастера кунг-фу и на некоторое время становятся новыми героями Долины Мира. Враги: Фунг и крокобандиты. |                         |                                 |                                 |                           |
| 12 | Любовь, сбивающая с ног | Crazy Little Ling Called Love   | Aaron Hammersley                | Doug Langdale             |
| Бывшая подружка-злодейка Шифу Мэй Линг вернулась. Вернулась вместе с ним! Сомневающийся По должен выяснить, действительно ли она изменилась или же использует Шифу только для собственной криминальной выгоды. Враги: Джунджи и его барсы. Примечание: Этот эпизод сделан специально для дня святого Валентина. |                         |                                 |                                 |                           |
| 13 | Бойцовский клуб кунг-фу | Kung Fu Klub                    | Lane Lueras                     | Gene Grillo               |
| Шифу посылает По закрыть подпольный бойцовский клуб, но тот не подчиняется своему мастеру и вместо этого вступает в заведение, лидерами которого оказываются Пенг и его девушка — юная снежная пантера Лиан. Враги: Тонг Фо и его гориллы, бандиты. |                         |                                 |                                 |                           |
| 14 | Голодные игры           | The Hunger Game                 | Michael Mullen                  | John P. McCann            |
| По и Пятёрка должны остановить голод в Долине Мира, одолев маниакальную банду крыс, ворующих еду. Но не заставит ли панду его слабость к еде отвернуться от друзей и жителей, которым он хочет помочь? Враги: Мадам Джоу, Джу Лонг и его банда «Лао Шу». |                         |                                 |                                 |                           |
| 15 | Петля времени           | A Stitch in Time                | Aaron Hammersley                | Doug Langdale             |
| По узнаёт про магические семена Шуйонг, благодаря которым можно вернуться в прошлое. После того как он ослушивается Шифу и не уничтожает их, Фэнхуан крадёт одно из семян, подвергая весь мир опасности. Враги: Фэнхуан, стражники дерева Шуйонг. |                         |                                 |                                 |                           |
| 16 | Извечный аккорд         | Eternal Chord                   | Lane Lueras                     | Gene Grillo               |
| Энергия Ци Пo находится вне баланса. Шифу и мудрый мастер Лун пытаются вылечить его, используя древнюю традицию музыкального кунг-фу. Им лучше работать быстро: только так панда может остановить злобного Яогуая, который хочет уничтожить Извечный аккорд и Вселенную. Враги: Яогуай (гусь). |                         |                                 |                                 |                           |
| 17 | Преемник Яо             | Apocalypse Yao                  | Michael Mullen                  | Doug Langdale             |
| По должен помочь мастеру Яо, когда Таотай и Бьянг Зао украли секреты кунг-фу. Враги: Таотай, Бьянг Зао, Темутай, Хундун, Фунг, Га-Ри. |                         |                                 |                                 |                           |
| 18 | Истинный Воин Дракона   | The Real Dragon Warrior         | Lane Lueras                     | Allan Rice                |
| По и Обезьяна обнаружили небольшую деревню и встретили самозванца, утверждающего, что он — Воин Дракона. Но оказывается, не всё так просто… Враги: Ши Во и его банда, Ли. |                         |                                 |                                 |                           |
| 19 | Первая Пятёрка          | The First Five                  | Michael Mullen                  | Gene Grillo               |
| Когда По устраивает вечеринку и приглашает на неё первую Неистовую Пятёрку, все оказываются шокированы, узнав, что Шифу может быть не таким смелым и непогрешимым героем, как они думали. Враги: Чары меча Жиань. |                         |                                 |                                 |                           |
| 20—21 | Указ Императора         | Emperor's Rule                  | Michael Mullen Aaron Hammersley | Doug Langdale Gene Grillo |
| Император состарился и решил передать престол своему внуку — неуклюжему добродушному простаку Лю Кангу. Он назначает По главой императорской стражи, но Шифу не уверен, что тот может справиться с этой чрезвычайно ответственной должностью. Несмотря на это, панда решает покинуть Нефритовый дворец и принять новый чин. Тем временем Пан Бинг, ничем не угрожающая на первый взгляд кошка-уборщица, подчиняет разум советника Лю — Дюка Зихоя. Тот под гипнозом злой колдуньи решает устроить переворот и убить молодого императора. Смогут ли По с приятелем остановить Пан Бинг и спасти Неистовую Пятёрку, Шифу и весь Китай от порабощения её гипнозом? Враги: Пан Бинг (злая кошка-колдунья), Дюк Зихой (петух-советник императора), Темутай, Хундун, Таотай, Тонг Фо, Фунг, Га-Ри. Примечание: 45 минутный эпизод. |                         |                                 |                                 |                           |
| 22 | Молодёжь против         | Youth in Re-Volt                | Aaron Hammersley                | Doug Langdale             |
| Бьянг Зао выходит из-под контроля Таотая и становится напарником Тонга Фо. Враги: Тонг Фо, Бьянг Зао, Таотай. |                         |                                 |                                 |                           |
| 23 | Нашествие долгоносиков  | See No Weevil                   | Lane Lueras                     | Gene Grillo               |
| По обнаруживает, что теория заговора генерала Цина о вторжении инопланетных мозгоедов-долгоносиков является правдой. Враги: Лунные долгоносики. |                         |                                 |                                 |                           |
| 24 | Гусиная охота           | Goose Chase                     | Michael Mullen                  | Doug Langdale             |
| По пытается развеселить Зенга, сказав ему, что тот может стать мастером кунг-фу. Враги: Темутай. |                         |                                 |                                 |                           |
| 25 | Лицо страха             | Face Full of Fear               | Aaron Hammersley                | Allan Rice                |
| Когда хулиган из детства По возвращается в город, он должен посмотреть в глаза своему страху. Враги: Темутай, Пен Фенг. |                         |                                 |                                 |                           |
| 26 | Свирепые и сердитые     | Forsaken and Furious            | Lane Lueras                     | Gene Grillo               |
| По любит рассказывать клиентам лапшичной истории о себе и Неистовой Пятёрке. Но те хотят, чтобы он говорил главным образом про себя. Приревновав к По, члены Пятёрки разругались с Шифу и отправились отшельничать. Враги: Джунджи, Хундун. |                         |                                 |                                 |                           |
| 27 | Зов природы             | Camp Ping                       | Michael Mullen                  | Gene Grillo               |
| Мастер Шифу и господин Пинг конкурируют за внимание и уважение По во время похода. Враги: Ким Неуязвимый. |                         |                                 |                                 |                           |
| 28 | Кроко-По                | Po the Croc                     | Aaron Hammersley                | Gene Grillo               |
| Фунг и крокобандиты внушают По, потерявшему память, что он — их лидер. Враги: Фунг и крокобандиты. Примечание: Заключительная серия. |                         |                                 |                                 |                           |